# Birchall Pearson
Birchall Lewis Pearson, kurz Birchall „Bert“ Pearson (* 3. April 1914 in Hamilton, Ontario; † 13. September 1960 ebenda) war ein kanadischer Sprinter.
Bei den Olympischen Spielen 1932 in Los Angeles erreichte Birchall Pearson über 100 m das Halbfinale, über 200 m das Viertelfinale und kam mit der kanadischen Mannschaft auf den vierten Platz in der 4-mal-100-Meter-Staffel.
1934 gewann er bei den British Empire Games in London Silber mit der kanadischen 4-mal-110-Yards-Stafette.
Je zweimal wurde er kanadischer Meister über 100 Yards bzw. 100 m (1931, 1932) und über 200 m bzw. 220 Yards (1932, 1933).

## Persönliche Bestzeiten
- 100 Yards: 9,6 s, 2. September 1933, Halifax
- 100 m: 10,4 s, 15. Juli 1932, Hamilton
- 220 Yards: 21,5 s, 19. Juli 1933, Hamilton (entspricht 21,4 s über 200 m)